# Ishëm vára
Ishëm vára (albán kalaja e Ishmit) középkori erődítés, mára romló állapotú várrom Közép-Albániában, Durrës megyében, azon belül Durrës község és Ishëm alközség területén, Likmetaj falu délkeleti határában. Nevét a mintegy 1,5 kilométerre keletre folyó Ishëm folyóról kapta.

## Története
Az oszmán hatóságok két év alatt, 1572–1574-ben építtették a várat, egyfelől a környék albán parasztlázadásainak hatékonyabb letörése, másfelől az akkor még hajózható Ishëm folyón és völgyében, az Adriai-tengert Kruja várával összekötő úton zajló kereskedelem ellenőrzése végett. Az oszmánok attól is tartottak, hogy az albán partvidéket meghódítani vágyó és az Ishëm torkolatánál, Shufada kikötőjénél esetleg partra szálló velencei csapatok akadálytalanul, rajtaütésszerűen elérhetik a stratégiai jelentőségű Kruja vagy Preza várát, s egy a völgyet övező dombokra épített vár ebben megakadályozhatja őket. Az erődített helyőrségben több mint négyszáz katonát állomásoztattak.
A vár hadászati jelentősége a 18. századtól folyamatosan csökkent, bár az Ishëm parti magaslatok az első világháború hadi mozgásaiban is stratégiai jelentőségűek voltak. Bár a 20. században az épület műemléki védelemben részesült, a közeli Likmetaj lakói a vár építőköveinek egy részét saját házaik építéséhez újrahasznosították, s a fennmaradt várfalak és épületrészek állaga is folyamatosan romlik.

## Leírása
A közel négyszög alaprajzú, sarokbástyákkal és délkeleti oldalán várkapuval tagolt vár területe mindössze 0,4 hektár. A várfalak szélessége 1,2 és 1,5 méter között váltakozik, eredeti magasságuk meghaladta a 7 métert. A várfallal körülvett területen ma néhány családi ház áll, a vár csak kívülről járható körbe.
A község területén született Ibrahim Kodra (1918–2006) albán festőművészt végakaratának megfelelően a vár mellett, a kaputól mintegy 30 méterre helyezték örök nyugalomra. Sírhelyét díszes emlékmű jelzi.